# Bona (Adelsgeschlecht)

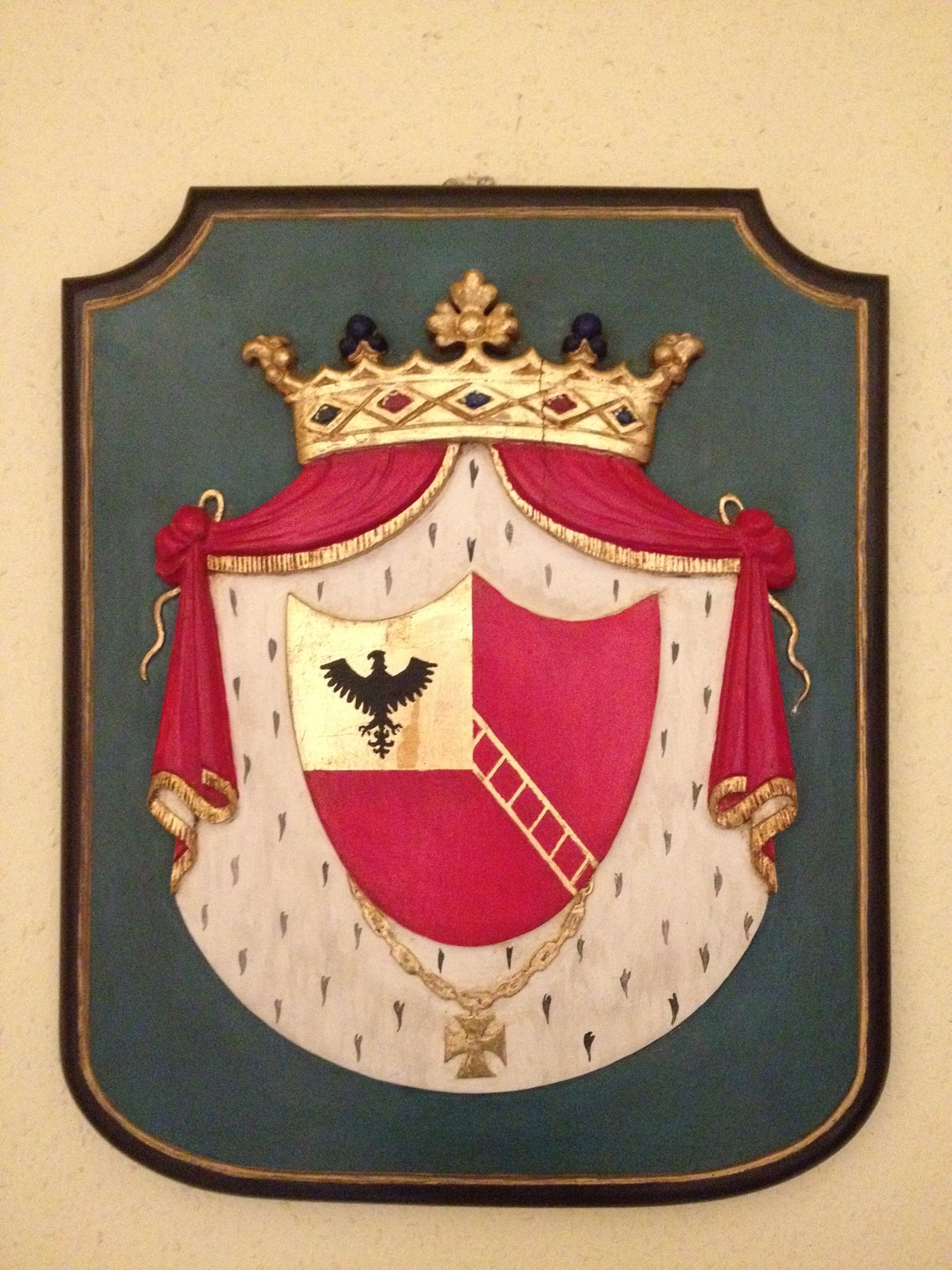
Wappen De Bona

Nobile und Marchese de Bona (oder pl. Bunić) sind ein sehr altes und seit neun Jahrhunderten in Dubrovnik bzw. Ragusa und den k.k. Erblanden ansässiges Geschlecht, dessen Ursprung wahrscheinlich in Frankreich zu suchen ist. In Dubrovnik wurde das Adelsgeschlecht erstmals im Jahr 1023 erwähnt.
Reichsritterstand (ad personam) in Wien am 9. September 1535 für Hieronymus de Bona, den Gesandten der Republik Ragusa in Wien.
Michael de Bona und sein Sohn Lucas de Bona erhielten für sich und ihre Nachkommen am 12. April 1754 vom polnischen König August III. den Titel marchio, welcher am 4. Mai 1766 von der Republik Ragusa in die Matrikel eingetragen worden ist.

## Adelsbestätigungen
- Österreichische Adelsbestätigung in Klausenburg am 26. August 1717 für die Brüder Marino de Bona und Biagio de Bona, Patrizier von Ragusa.
- Österreichische Adelsbestätigung des Grafentitels in Wien am 27. Dezember 1817 (für Michael de Bona, Major i. R.).
- Siebenbürgisches Indigenat am 31. Oktober 1847 für Luca Marchese de Bona, K.K. Major.

## Wappen
- Stammwappen: In Rot eine aus dem linken Schildfusses des Schildes gegen das rechte Obereck aufsteigende goldene Leiter mit fünf Sprossen, welche in der Vierung der obern rechten Schildesecke anstößt. Helmkleinod: Der Adler, Helmdecken: rot-gold
- Die Marchesen Bona führen auf dem Schilde, unter dem Helme noch die Marchesen-Krone (statt der Perlen fünf lilienförmige Blätter).

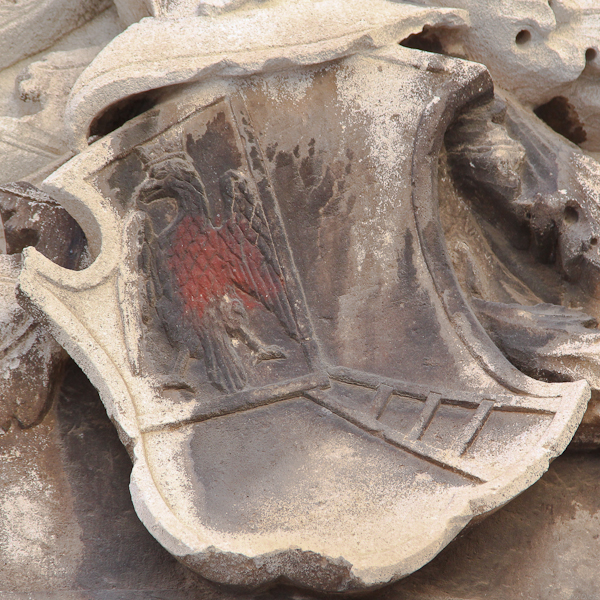
Wappen de Bona an einem Haus in Dubrovnik
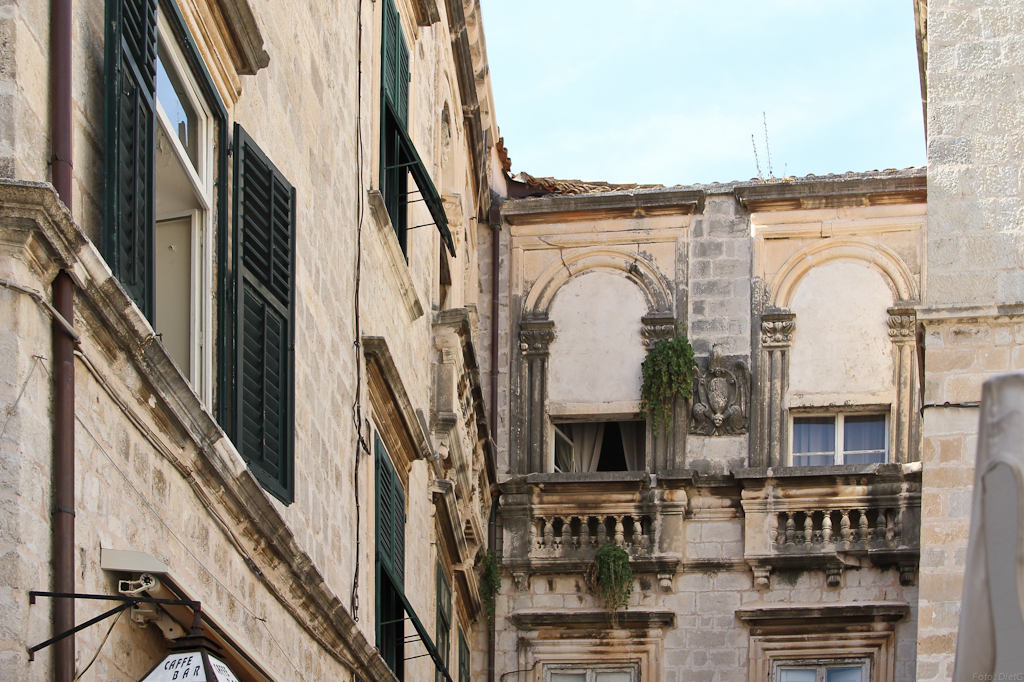
Villa de Bona in Dubrovnik

## Bekannte Namensträger
- Julie de Bona
- Rue DeBona